# Justin Nozuka
Justin Nozuka (29 september 1988) is een Canadees/Japanse singer-songwriter. Zijn muziek wordt beschreven als soulvolle gitaarmuziek, of een mix tussen folk, soul en blues. In mei 2007 kwam zijn debuutalbum "Holly" uit in Nederland. Het album is vernoemd naar zijn Canadese moeder, die in haar eentje zeven kinderen heeft opgevoed. Justin is geboren in New York, maar opgegroeid in Toronto in Canada. Justin Nozuka valt vooral op door zijn volwassen stem en teksten die vaak over de liefde gaan.
Op 30 april 2010 kwam zijn tweede album "You I Wind Land And Sea" uit.

## Trivia
- Justin Nozuka is het neefje van acteur Kevin Bacon en actrice Kyra Sedgwick.
- Justin Nozuka is het jongere broertje van George Nozuka, die R&B maakt.

## Discografie

### Albums
| Album met eventuele hitnotering(en) in de Nederlandse Album Top 100 | Datum van verschijnen | Datum van binnenkomst | Hoogste positie | Aantal weken | Opmerkingen |  |
| ------------------------------------------------------------------- | --------------------- | --------------------- | --------------- | ------------ | ----------- |  |
| Holly                                                               | 04-05-2007            | 11-08-2007            | 79              | 1            |             |  |
| You I wind land and sea                                             | 30-04-2010            | 15-05-2010            | 40              | 1            |             |  |
| Ulysees                                                             | 2014                  |                       |                 |              |             |  |
| Run To Waters                                                       | 2018                  |                       |                 |              |             |  |

### Singles
| Single met eventuele hitnotering(en) in de Nederlandse Top 40 | Datum van verschijnen | Datum van binnenkomst | Hoogste positie | Aantal weken | Opmerkingen              |
| ------------------------------------------------------------- | --------------------- | --------------------- | --------------- | ------------ | ------------------------ |
| After tonight                                                 | 2007                  | 28-04-2007            | tip16           | -            |                          |
| Save him                                                      | 2011                  | -                     |                 |              | #85 in de Single Top 100 |